# أليكس أبرينيس
أليكس أبرينيس (بالإسبانية: Álex Abrines)‏ مواليد 1 أغسطس 1993، هو لاعب كرة سلة إسباني يلعب مع فريق نادي برشلونة في الدوري الإسباني لكرة السلة ويحمل الرقم 10. يبلغ طوله 6 قدم 6 بوصة (2.0 م).

## فرق لعب لها
- نادي برشلونة لكرة السلة

## روابط خارجية
- أليكس أبرينيس على موقع الاتحاد الدولي لكرة السلة (الإنجليزية)
- أليكس أبرينيس على موقع الدوري الأوروبي لكرة السلة (الإنجليزية)
- أليكس أبرينيس على موقع إن بي أي (الإنجليزية)
- أليكس أبرينيس على موقع سبورتس رفرنس (الإنجليزية)
- أليكس أبرينيس على موقع الدوري الإسباني لكرة السلة (الإسبانية)
- أليكس أبرينيس على موقع كرة السلة الأوروبية.كوم (الإنجليزية)
- أليكس أبرينيس على موقع إي إس بي إن.كوم (الإنجليزية)
- أليكس أبرينيس على موقع ريلجم (الإنجليزية)
- أليكس أبرينيس على موقع بروبوليرز (الإنجليزية)
- أليكس أبرينيس على موقع سبورتس رفرنس (الإنجليزية)